# Championnats de France de ski halfpipe
Les Championnats de France de ski halpipe (l'une des 6 disciplines du ski acrobatique), sont une compétition créée par la Fédération française de ski (FFS).

## Organisation
Chaque année, une station française organise cette compétition.
Chaque titre se dispute sur une épreuve unique. Des médailles d'or, d'argent et de bronze sont décernées aux trois premiers de chaque épreuve. Les skieurs étrangers qui participent aux courses  ne sont pas intégrés dans les classements spécifiques des championnats de France.
À l'occasion de ces championnats, des épreuves spécifiques sont organisées pour les catégories « jeunes ».

## Palmarès

### Hommes
| Année                                    | Station     | Or                     | Argent                 | Bronze                                |
| Les données manquantes sont à compléter. |             |                        |                        |                                       |
| 2002                                     | La Plagne   | Laurent Favre          | David Lacote           | Silvan Palazot                        |
| 2003                                     | Alpe d'Huez | Florent Cuviller       | Laurent Favre          | Vincent Estorc                        |
| 2004                                     | La Plagne   | Aurélien Fornier       | Arnaud Rougier         | Jean-Laurent Ratchel / Vivien Thierry |
| 2005                                     | Alpe d'Huez | Mathias Wecxsteen      | Xavier Bertoni         | Mathieu Bijasson                      |
| 2006                                     | La Plagne   | Aurélien Fornier       | Alexandre Scherrer     | Jean-Laurent Ratchel                  |
| 2007                                     | Alpe d'Huez | Xavier Bertoni         | Kévin Rolland          | Vivien Thierry                        |
| 2008                                     | La Plagne   | Joffrey Pollet-Villard | Benoît Valentin        | Nicolas Bijasson                      |
| 2009                                     |             |                        |                        |                                       |
| 2010                                     | La Plagne   | Thomas Krief           | Joffrey Pollet-Villard | Benoît Valentin                       |
| 2011                                     |             |                        |                        |                                       |
| 2012                                     | Tignes      | Thomas Krief           | Joffrey Pollet-Villard | Benoît Valentin                       |

### Femmes
| Année                                    | Station     | Or             | Argent         | Bronze            |
| Les données manquantes sont à compléter. |             |                |                |                   |
| 2002                                     | La Plagne   | Marie Martinod | Marie Andrieux | Maria Opelz       |
| 2003                                     | Alpe d'Huez | Marie Andrieux | -              | -                 |
| 2004                                     | La Plagne   | Maria Opelz    | Joly           | -                 |
| 2005                                     | Alpe d'Huez | Anaïs Caradeux | Ella Pascal    | Iris Castaing     |
| 2006                                     | La Plagne   | Katia Griffith | Katrin Earts   | Aurélie Baud      |
| 2007                                     |             | Anaïs Caradeux |                |                   |
| 2008                                     | La Plagne   | Anaïs Caradeux | Emma Arnol     | -                 |
| 2009                                     |             |                |                |                   |
| 2010                                     | La Plagne   | Anaïs Caradeux | Marine Tripier | Ombeline Maupouet |
| 2011                                     |             |                |                |                   |
| 2012                                     | Tignes      | Marie Martinod | Emilie Cruz    | Mégane Collomb    |